# トヨタ・キジャン
キジャン（Kijang）は、日本の自動車メーカー、トヨタ自動車によって東南アジア、インド、南アフリカ等で販売された多目的自動車である。ワゴン仕様のほか、ピックアップ仕様も存在する。
キジャンはインドネシアにおける車名で、マレーシアではウンセル（Unser）、台湾とベトナムではゼイス（Zace）、フィリピンではタマラオ・レボ（Tamaraw Revo）、インドではクオリス（Qualis）、南アフリカではコンドル（Condor）を名乗る。

## 初代（1976年 - 1981年）
1976年12月、フィリピンで発売（車名はタマラオ）。翌年にはインドネシアでも発売された。大型プレス機やスポット溶接の自動化以前の設計のため、また、アジア各国に存在する悪路や過積載を考慮したシャシ強度とするため、モノコック構造は採用されておらず、はしごフレームに、カローラ系の足回り、パワー＆ドライブトレインを組み合わせ、その上にほとんど平面で構成された車体を載せている。エンジンフードやフロントグリル、鉄板むき出しのインパネ、蹴飛ばし式のカウルベンチレーターなどのデザインに、当地でノックダウン生産され、トヨタ車でもっともポピュラーな存在となっていたランドクルーザー 40系の影響が見て取れる。
トヨタ・アストラ・モーターの完成車としては、ピックアップ、ワゴン、ワゴンの右リアのドアを無くし、左側を折戸にしたミニバス、それにボンネットのみのカウルシャーシがあるが、そのカウルシャーシに、「カロセリ」と呼ばれるコーチビルダーが独自設計のボディーを架装したものが非常に多く見られるのも特徴である。これらのスタイルは、純正車体に準じたものから全く異なるものまで、多岐にわたる。また、小規模なカロセリの製品は全国流通ではないものもあり、地方ではジャワ島やバリ島で見られない車体が見られる。
搭載エンジンは 水冷 直列4気筒 OHV 1.2Lのガソリンエンジンである3K型で、T40系4速フロアMTが組み合わされている。K系エンジンとT 系トランスミッションは、初代カローラ以来、2代目以降のパブリカ、スプリンター、セリカ/カリーナ、ライトエース/タウンエースなど、多くのトヨタ製小型FR車に使われてきた、実績のある組み合わせである。燃料供給はシングルキャブであるが、エンジンの排ガス対策が行われていないことや、低めのギア比であることから、10人乗り（ピックアップやミニバスではそれ以上の人数 + 荷物となることも）でも実用になっている。

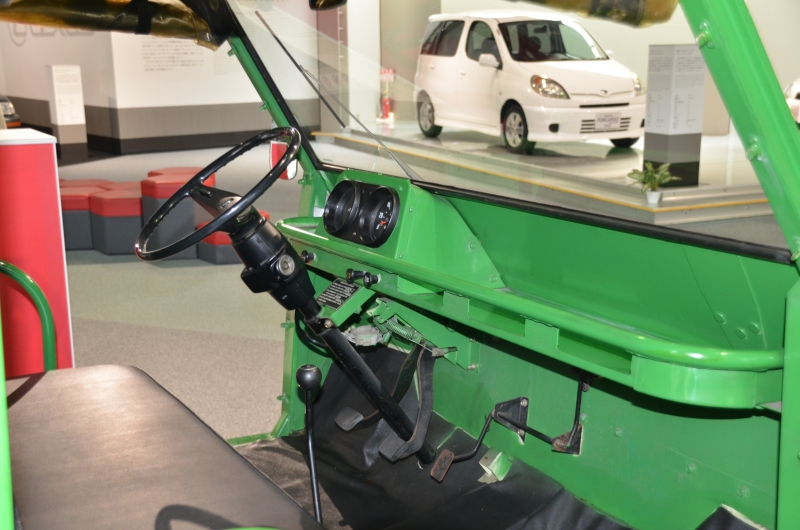
車内

## 2代目（1981年 - 1986年）

2代目キジャン（後期型）

1981年登場。エンジンフードがフルワイズ（全幅と同じ）となり、前端と面一となったフロントグリルに間隔が広げられたヘッドランプなど、車体は若干ながら近代的なスタイルとなったが、相変わらずの平面構成であるキャビンが逆に見劣りする結果となっている。また、近代化と引き換えに、初代に見られたかわいらしさは影を潜めている。
搭載エンジンは 4K 型 となり、排気量は1.3Lに拡大された。

## 3代目（1986年 - 1997年）

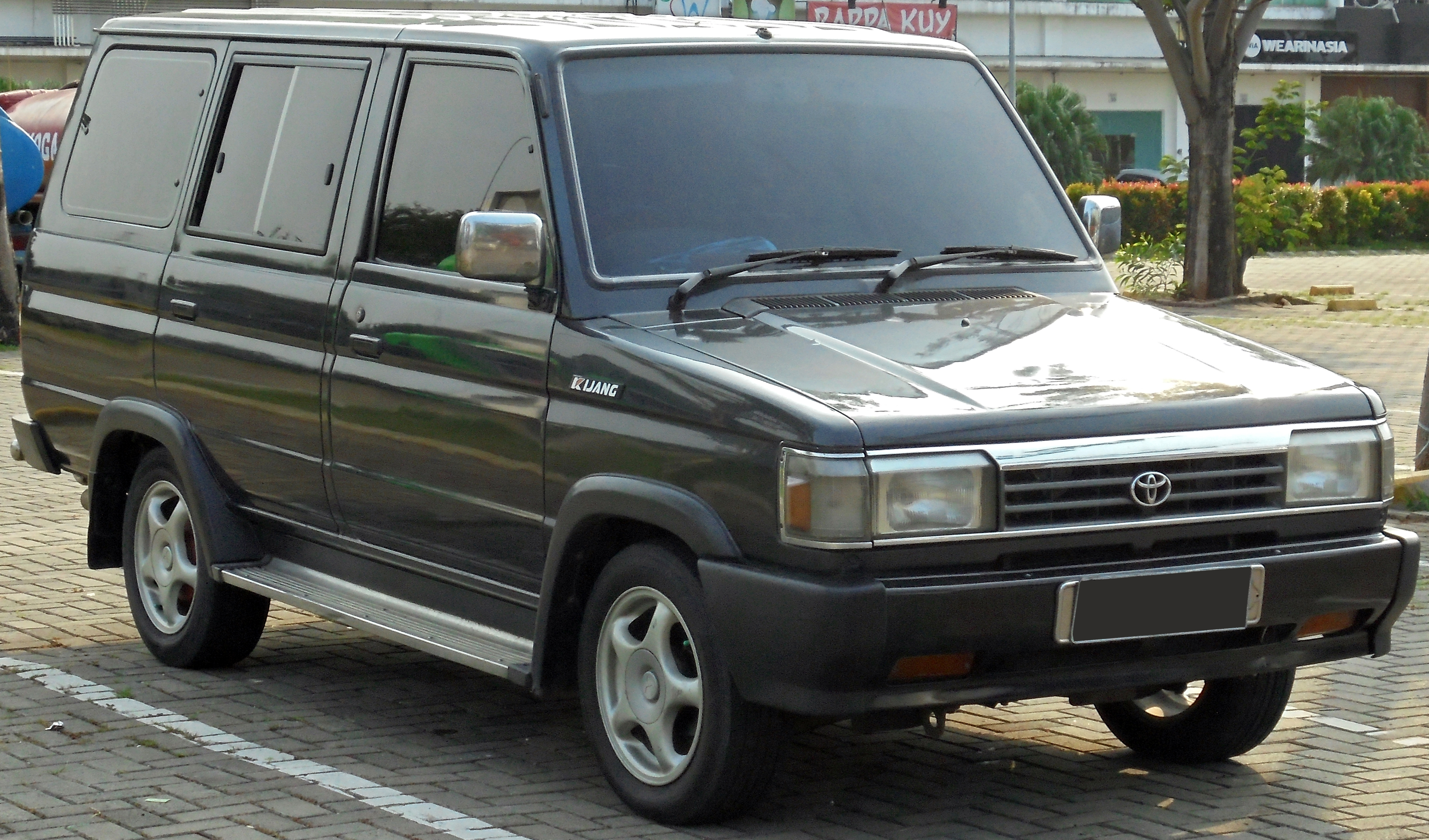
3代目スーパー・キジャン
(Super Kijang KF52)
1992年代後期型

1986年登場。ついに車体部品の全てがプレス品となり、車両の外観が大きく変わっている。
そのアピールのため、車体には「Full Pressed Body」（全プレス車体）のデカールが張られており、車名もスーパー・キジャン（Super Kijang）と呼ばれるようになった。後にいすゞ・パンサーが良く似た意匠の外観をまとって登場している。
同時に室内にはトリム（セミトリム）が施され、ダッシュボードも樹脂製となり、つり下げ式のクーラーもオプション設定されるなど、その進化の度合いは飛躍的であり、名実ともに「トヨタ」の看板にふさわしい見栄えと品質を得た。
一方、カロセリ製ボディーも健在で、実用本位のボディー以外にも、スポーティーなローバー（英国のローバーとは無関係）や、ラグジュアリー系のジャンタンなどがあり、カスタム系ボディーの代表的な存在となっている。
搭載エンジンはさらに拡大され、1.5Lの 5K 型となる。トランスミッションはフロアシフトの4速MT。
1992年マイナーチェンジ。エンジンが1.8Lの7K型となり、初設定の5速MTも追加された。
インドではこの型のキジャンを手直しした現地生産モデルが「クオリス」の車名で2000年から2004年まで販売された。

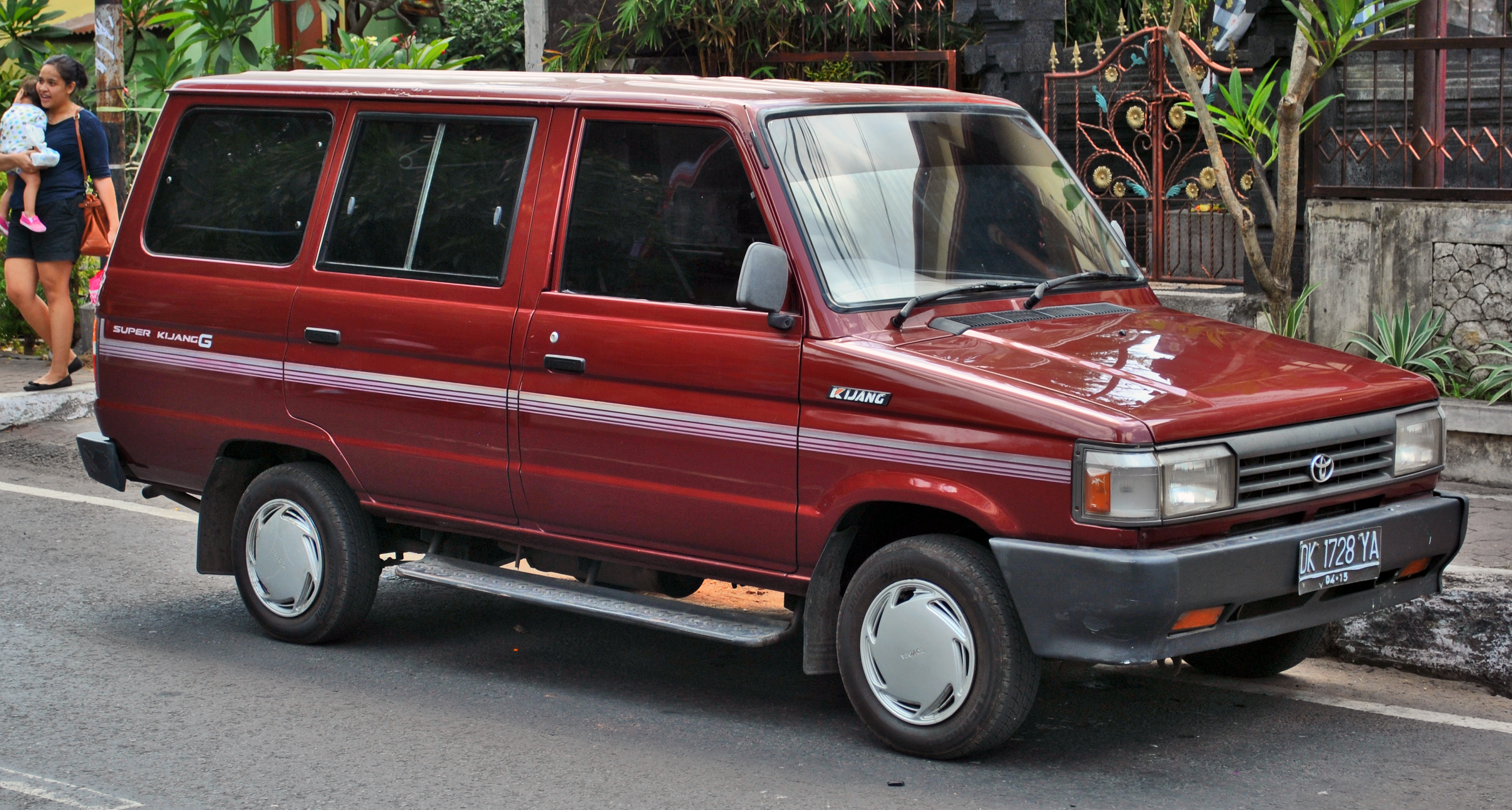
3代目スーパー・キジャンG (Super Kijang G KF52) 1992年代後期型
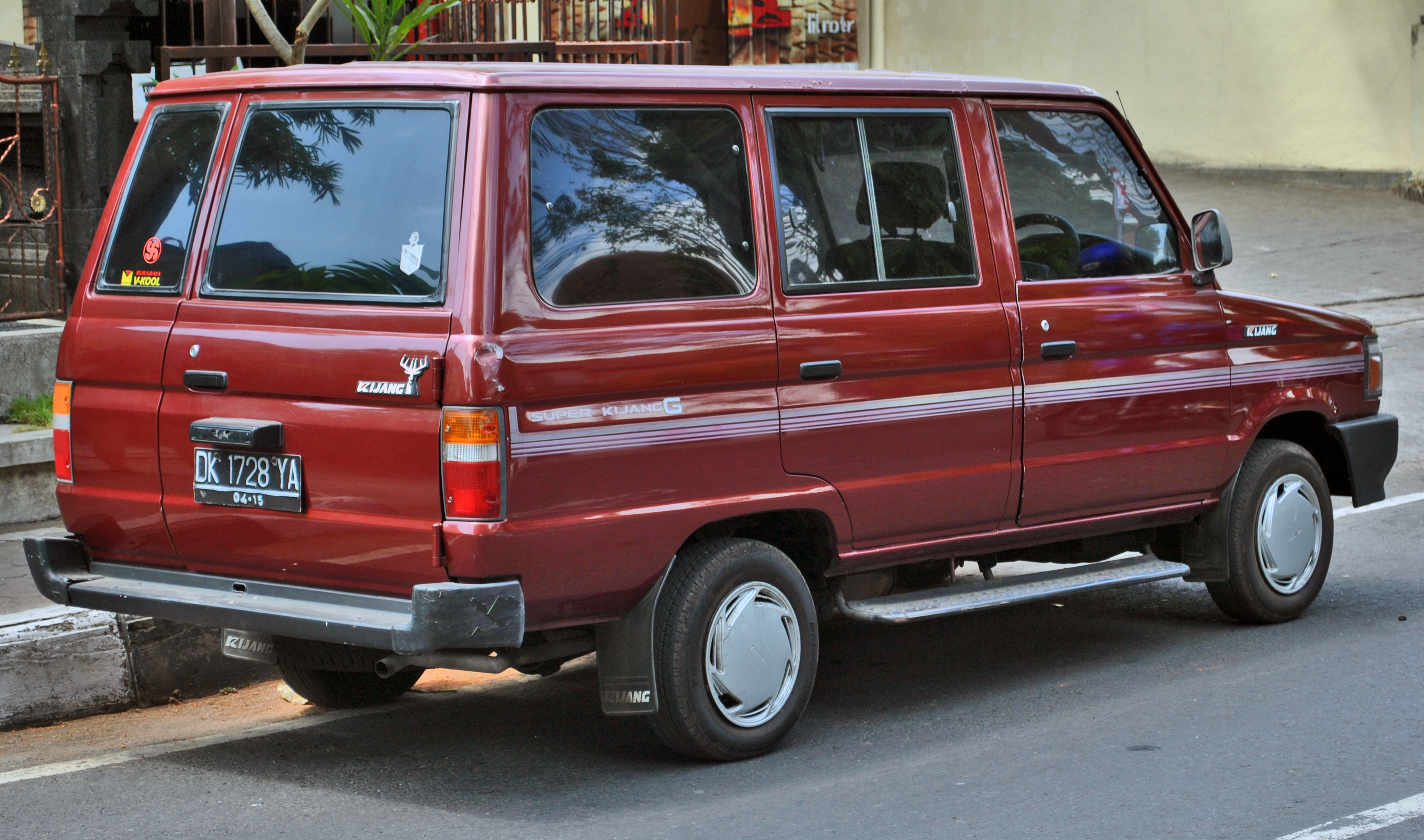
3代目スーパー・キジャンG (Super Kijang G KF52) 1992年代後期型・リア

## 4代目（1997年 - 2007年）
1997年登場。搭載エンジンは直列4気筒OHV 1.8Lの7K型、SOHC 2.0Lの1RZ型に加え、キジャン史上初となるディーゼルエンジンが設定され、SOHCの2L 型が加わった。
2000年マイナーチェンジ。外観を変更した他、ガソリンエンジンを、EFIの7K-E、1RZ-Eに変更。
2004年に後継車種のキジャン・イノーバに置き換えられた。ピックアップトラックは2007年まで販売が続けられた。

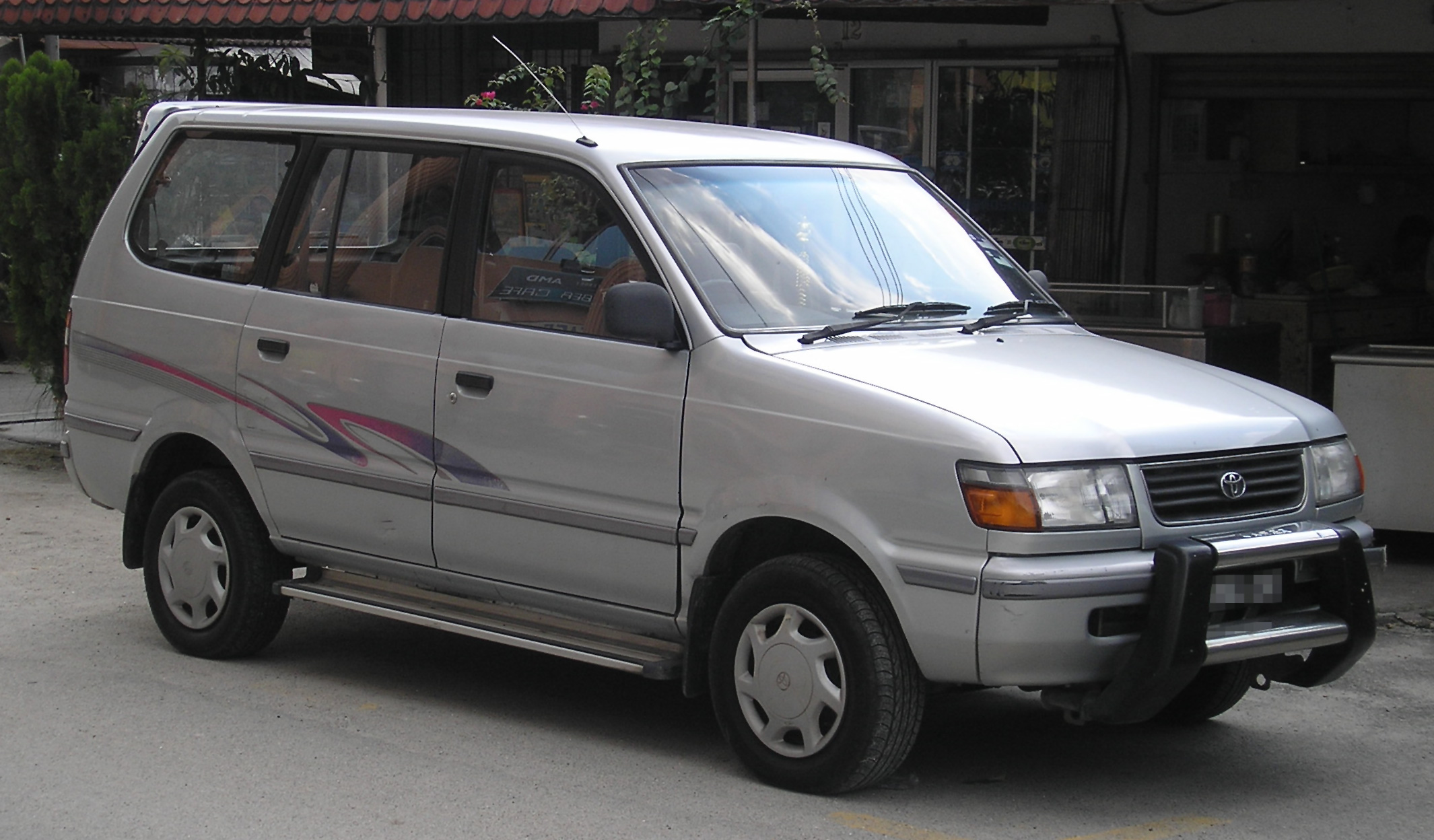
4代目キジャン（インドネシア）/アンサー（マレーシア） 1.8GLi（前期型）
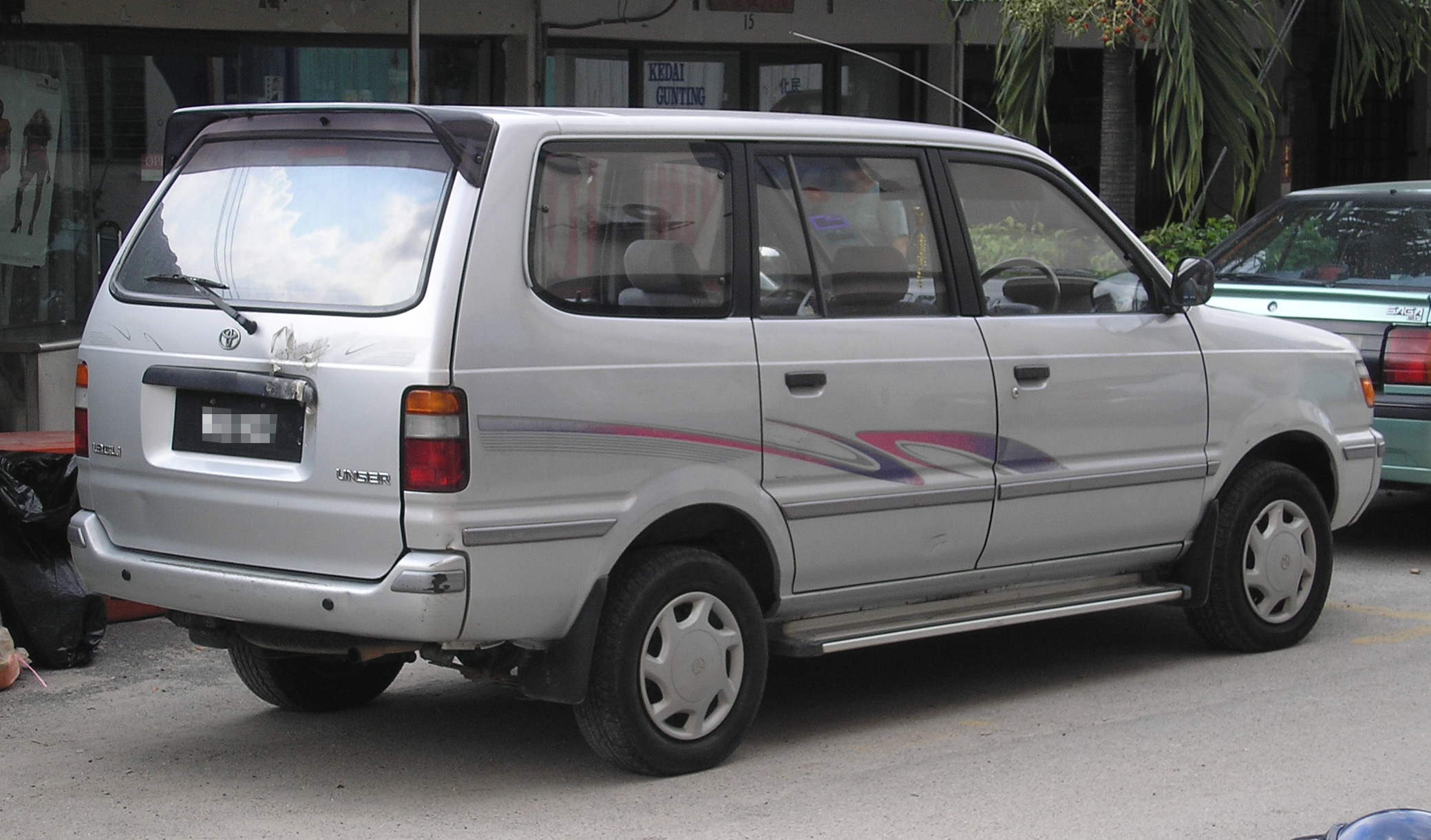
4代目キジャン（インドネシア）/アンサー（マレーシア） 1.8GLi（前期型・リア）
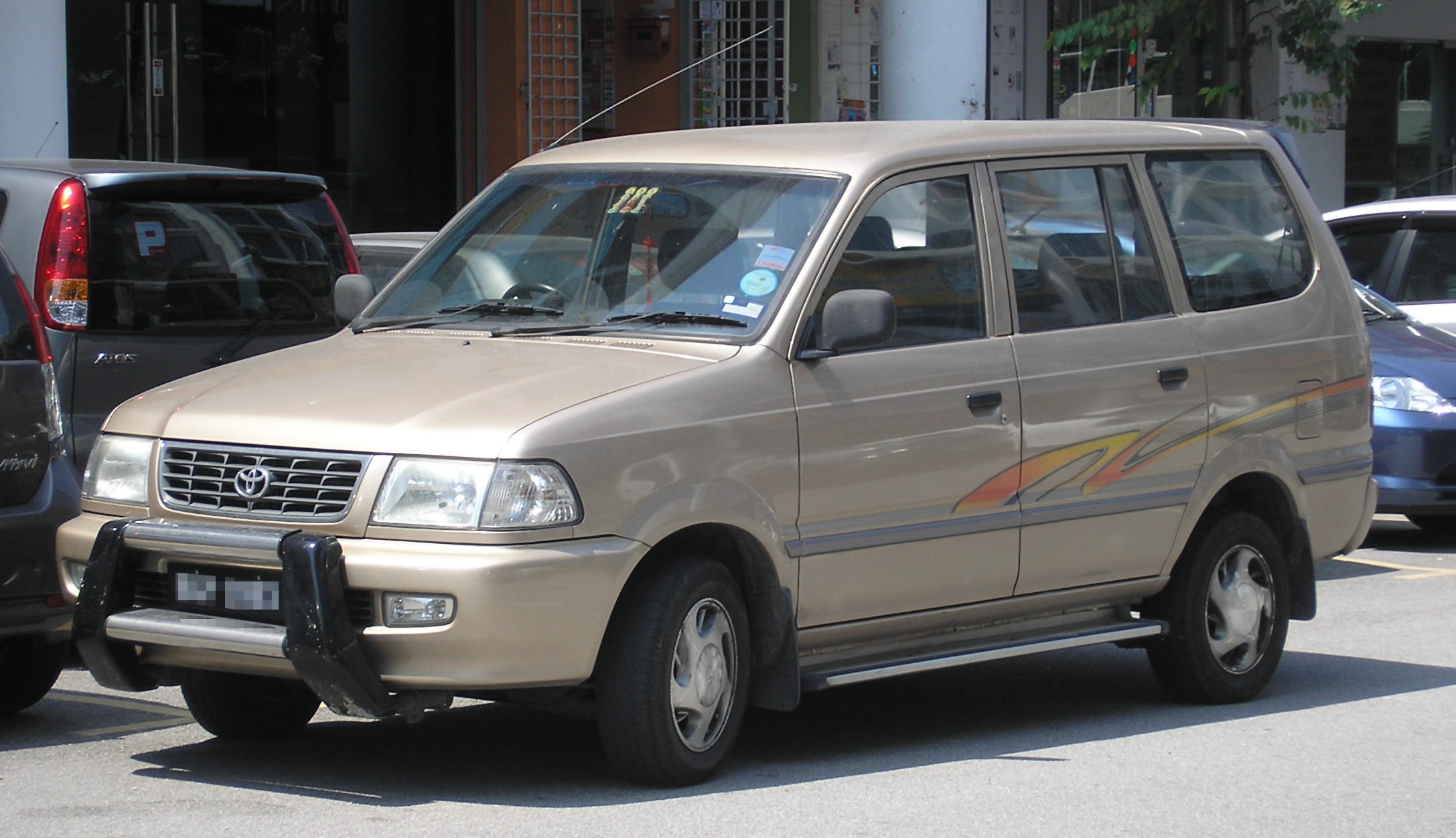
4代目キジャン（インドネシア）/アンサー（マレーシア） 1.8GLi（中期型）
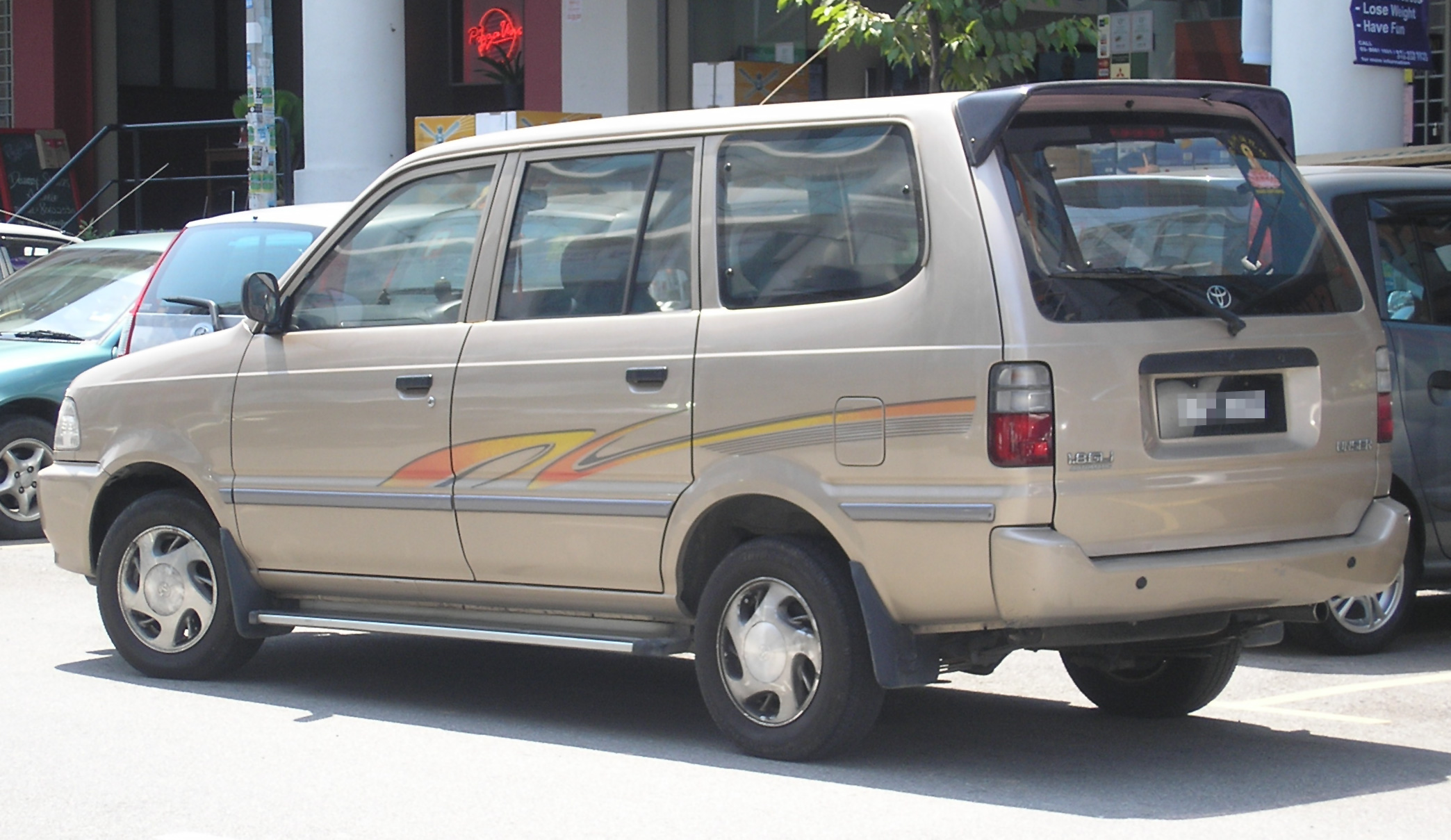
4代目キジャン（インドネシア）/アンサー（マレーシア） 1.8GLi（中期型・リア）
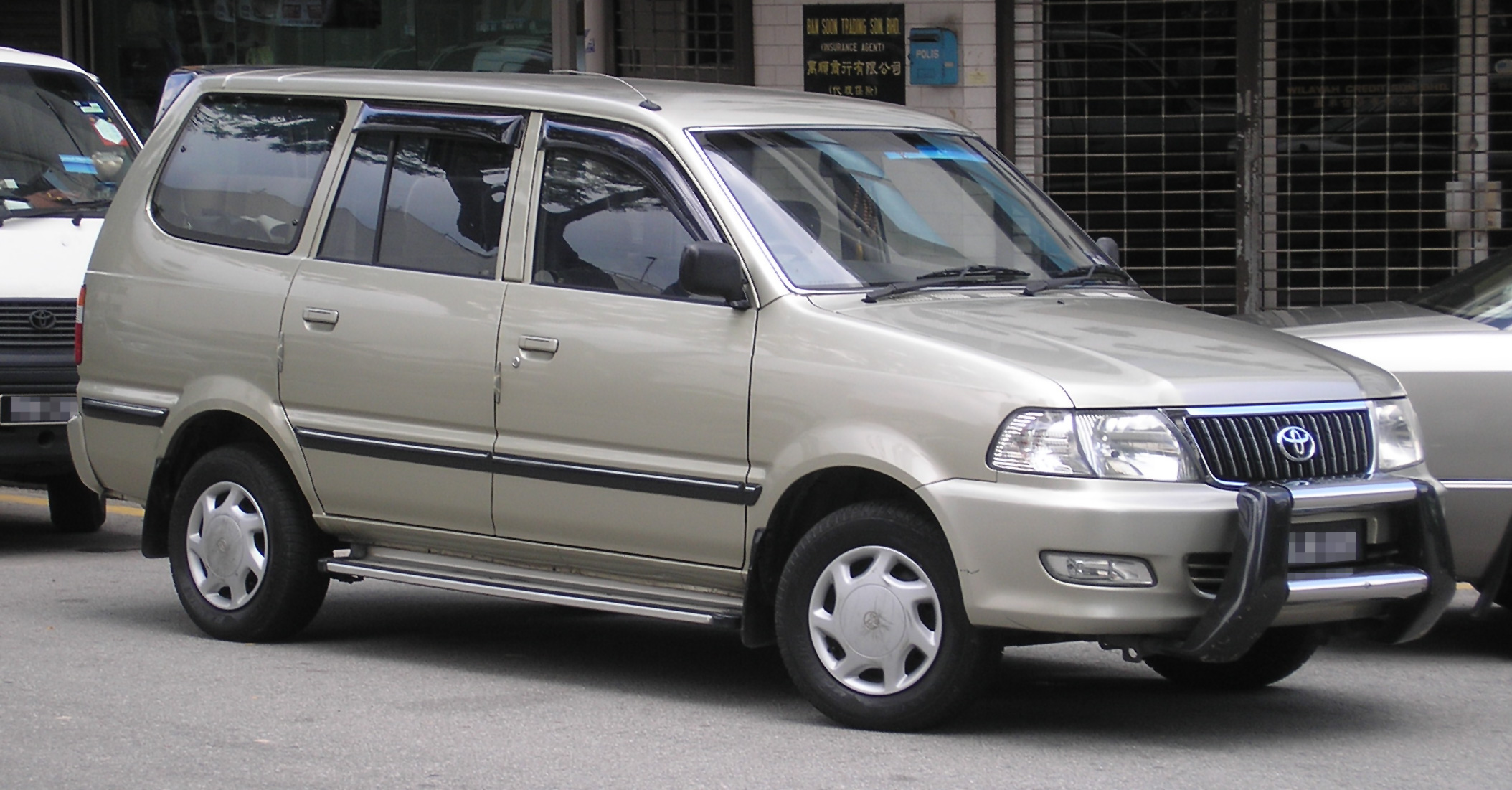
4代目キジャン（インドネシア）/アンサー（マレーシア） 1.8GLi（後期型）
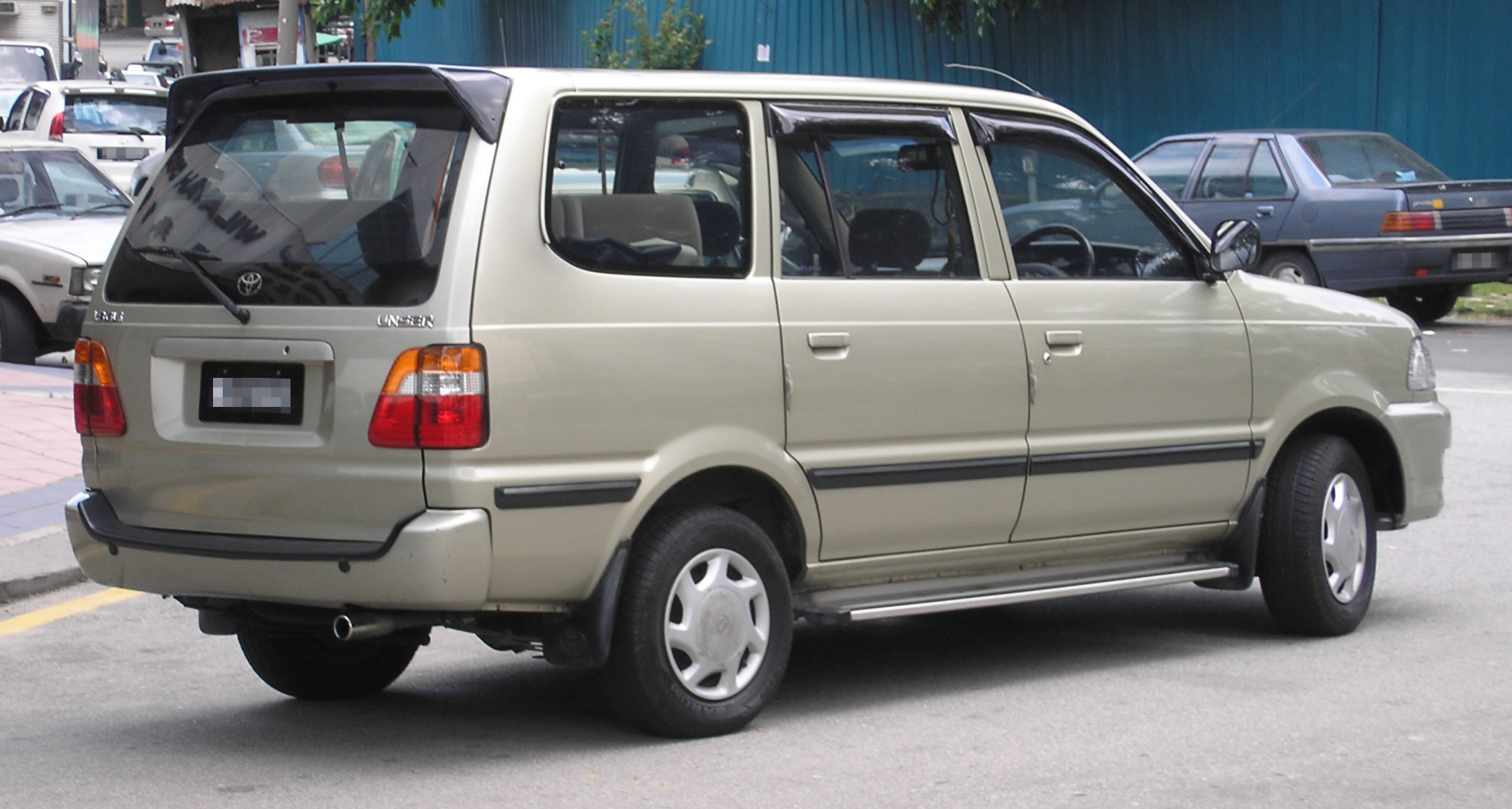
4代目キジャン（インドネシア）/アンサー（マレーシア） 1.8GLi（後期型・リア）
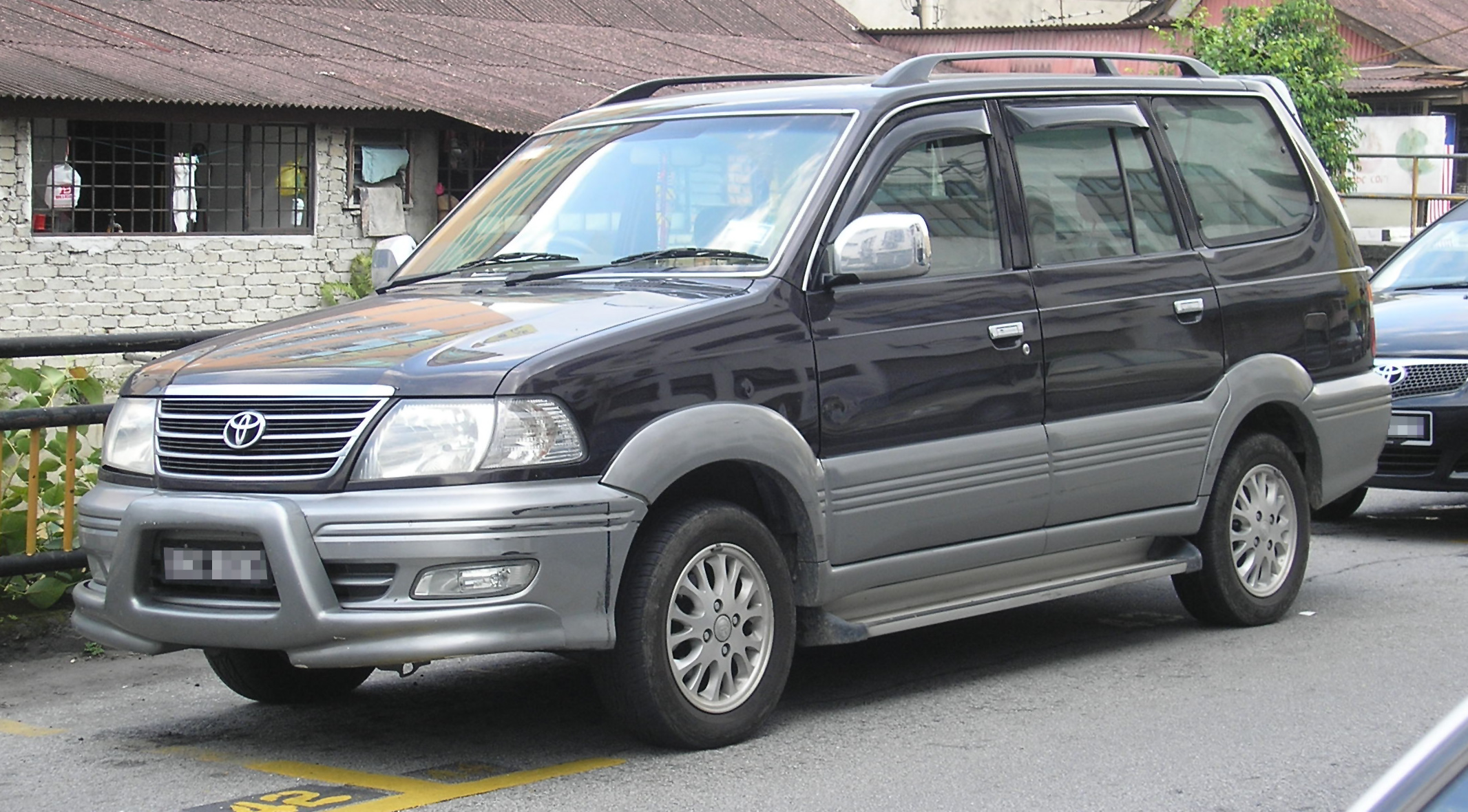
4代目キジャン・クリスタ（インドネシア）/アンサー（マレーシア） 1.8LGX（後期型）
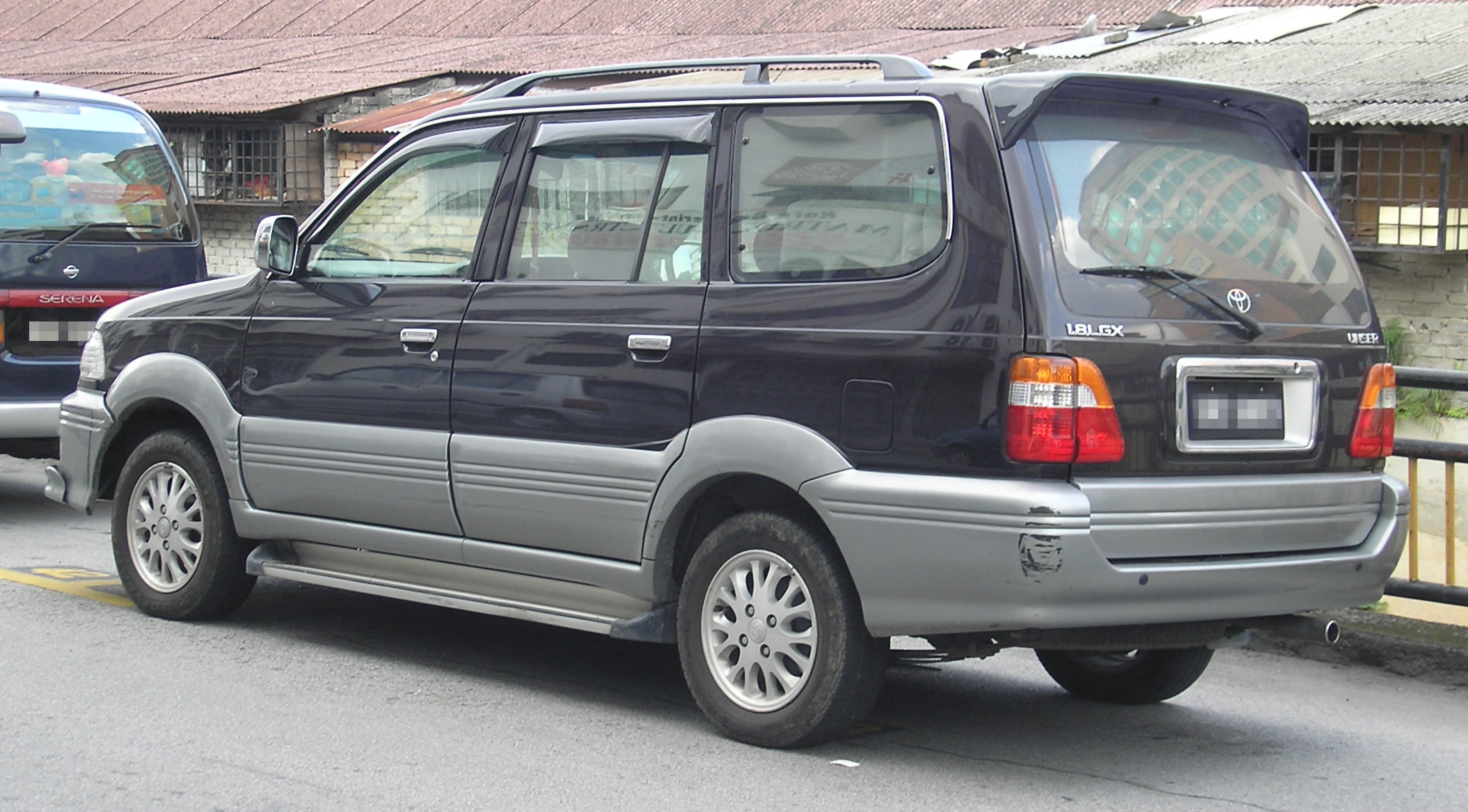
4代目キジャン・クリスタ（インドネシア）/アンサー（マレーシア） 1.8LGX（後期型・リア）

## 生産拠点
- トヨタ・モーター・マニュファクチャリング・インドネシア（TMMIN：PT. Toyota Motor Manufacturing Indonesia）
- トヨタ・アストラ・モーター（TAM：PT. Toyota－Astra Motor）

## 車名の由来
- キジャン (Kijang) はインドネシア語で「鹿」の意。
- タマラオ (Tamaraw) はタガログ語で「牛」の意。
- インド向けモデル名の「クオリス」は、日本専売モデルのマークIIクオリスとは関係がない。
- 南アフリカ向けモデル名の「コンドル」は、UDトラックス（旧:日産ディーゼル）の中型、および小型トラック、「コンドル」とは関係がない。